# ATP Challenger Taipeh
Das ATP Challenger Taipeh (offizieller Name: Santaizi Challenger) war ein zwischen 2014 und 2024 als Teil der ATP Challenger Tour stattfindendes Tennisturnier in Taiwans Hauptstadt Taipeh. Gespielt wurde zunächst in der Halle, später im Freien jeweils auf Hartplatz.

## Siegerliste

### Einzel
| Jahr                         | Sieger        | Finalgegner           | Ergebnis        |
| ---------------------------- | ------------- | --------------------- | --------------- |
| 2024                         | Adam Walton   | Illja Martschenko     | 3:6, 6:2, 7:63  |
| 2020–2023: nicht ausgetragen |               |                       |                 |
| 2019                         | Dennis Novak  | Serhij Stachowskyj    | 6:2, 6:4        |
| 2018                         | Yuki Bhambri  | Ramkumar Ramanathan   | 6:3, 6:4        |
| 2017                         | Lu Yen-hsun   | Tatsuma Itō           | 6:1, 7:64       |
| 2016                         | Daniel Evans  | Konstantin Krawtschuk | 3:6, 6:4, 6:4   |
| 2015                         | Sam Groth     | Konstantin Krawtschuk | 6:75, 6:4, 7:63 |
| 2014                         | Gilles Müller | John-Patrick Smith    | 6:3, 6:3        |

### Doppel
| Jahr                         | Sieger                               | Finalgegner                           | Ergebnis         |
| ---------------------------- | ------------------------------------ | ------------------------------------- | ---------------- |
| 2024                         | Ray Ho Nam Ji-sung                   | Toshihide Matsui Kaito Uesugi         | 6:2, 6:2         |
| 2020–2023: nicht ausgetragen |                                      |                                       |                  |
| 2019                         | N. Sriram Balaji Jonathan Erlich     | Sander Arends Sam Weissborn           | 6:3, 6:2         |
| 2018                         | Matthew Ebden (2) Andrew Whittington | Prajnesh Gunneswaran Saketh Myneni    | 6:4, 5:7, [10:6] |
| 2017                         | Marco Chiudinelli Franko Škugor      | Sanchai Ratiwatana Sonchat Ratiwatana | 4:6, 6:2, [10:5] |
| 2016                         | Hsieh Cheng-peng Yang Tsung-hua      | Frederik Nielsen David O’Hare         | 7:66, 6:4        |
| 2015                         | Matthew Ebden (1) Wang Chieh-fu      | Sanchai Ratiwatana Sonchat Ratiwatana | 6:1, 6:4         |
| 2014                         | Sam Groth Chris Guccione             | Austin Krajicek John-Patrick Smith    | 6:4, 5:7, [10:8] |